# SAD (azienda)

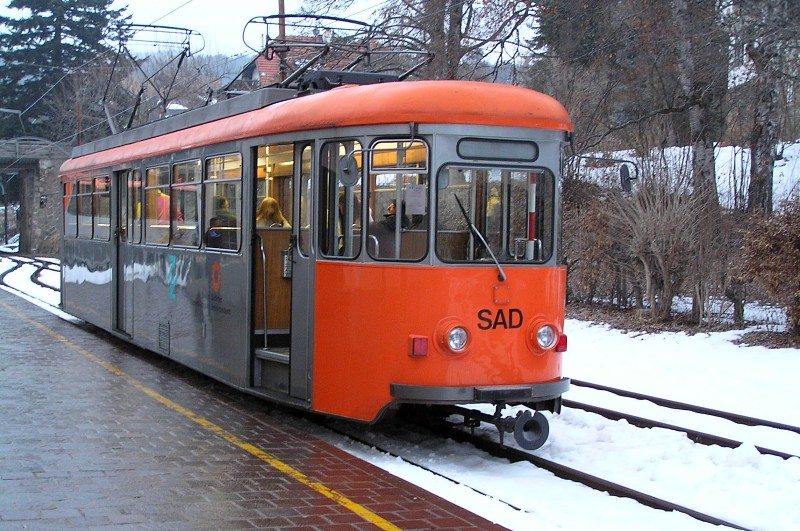
Tram del Renon

La SAD S.p.A/AG (Società Autobus Alto Adige, ted. Südtiroler Autobus Dienst AG, già Società Automobilistica Dolomiti) è la maggiore società concessionaria per il trasporto pubblico extraurbano dell'Alto Adige e urbano di alcuni centri della provincia.
Insieme alle relazioni ferroviarie locali di Trenitalia, alla società SASA (che gestisce le reti urbane dei comuni di Bolzano, Merano e Laives oltre a vari collegamenti nelle aree interessate), e altre numerose società concessionarie all'interno della provincia, fa parte del Sistema di Trasporto Integrato dell'Alto Adige (Verkehrsverbund Südtirol) che prevede l'emissione di biglietti validi su tutta la rete provinciale con possibilità di raggiungere le località extraprovinciali di Trento, Cavalese, Vigo di Fassa, Cortina d'Ampezzo e Innsbruck in Austria.

## Storia
La Società Automobilistica Dolomiti S.p.A. (SAD) ha una lunga storia che affonda le radici nel 1927.

### 1927 - Fondazione della "Società Automobilistica Dolomiti"
Nel 1927, con l'obiettivo di introdurre un servizio di trasporto automobilistico nella nuova Provincia di Bolzano e di collegare i principali centri turistici della zona dolomitica, nasce la "Società Automobilistica Dolomiti". Questa è fondata con una partecipazione paritaria tra la Atesina S.p.A. di Trento e la Ferrovia delle Dolomiti S.p.A.. La società, con sede a Cortina, opera su tutta la regione alpina dolomitica, estendendosi fino a Venezia e Trieste.
Nel 1954, la società è colpita da un grave incidente che danneggia la sua stabilità finanziaria. Da qui inizia una serie di vicissitudini che porteranno a significativi cambiamenti nella composizione sociale dell’impresa.

### Anni '70 - Interventi della Provincia Autonoma di Bolzano
Alla fine degli anni '70, la Provincia Autonoma di Bolzano, che aveva acquisito la competenza primaria nel settore del trasporto pubblico a seguito della riforma dello Statuto di Autonomia, interviene per risanare la società con aiuti finanziari.
Il 1° luglio 1979, nasce la SAD S.p.A., con un capitale sociale suddiviso tra la Provincia (un terzo), alcuni investitori locali (un terzo) e un gruppo di piccole imprese del settore (un terzo). La nuova società acquisisce il pacchetto azionario della Società Automobilistica Dolomiti e avvia la propria attività a partire dal 1° gennaio 1980.
Negli anni successivi, la SAD acquisisce anche il controllo della FEAR (che gestiva il trasporto nelle zone di Oltradige e Bassa Atesina, nonché gli impianti del Renon), concludendo il processo di acquisizione nel 1987. Nonostante ciò, la politica locale non orienta verso una totale pubblicizzazione, come invece accade in altre regioni italiane.

### 1987 - Separazione delle Attività e Nuova Società Automobilistica Dolomiti S.p.A.
Nel 1987, la SAD S.p.A. separa completamente la gestione del patrimonio infrastrutturale dalla gestione dei servizi di trasporto, ispirandosi al Regolamento CEE 1191/69. La gestione del patrimonio e delle infrastrutture resta alla SAD, controllata al 100% dalla Provincia, mentre le concessioni, il personale e i mezzi vengono trasferiti alla nuova Società Automobilistica Dolomiti S.p.A., di cui la Provincia detiene l'11% del capitale.
Dal febbraio 1989, i servizi automobilistici della FEAR vengono trasferiti alla SAD.
Nel 1994, la SAD modifica il proprio statuto e cambia denominazione in SAD Trasporto Locale S.p.A. (SAD Nahverkehr AG) e nel contempo il ramo societario detentore del patrimonio infrastrutturale diventa STA – Strutture Trasporto Alto Adige SpA.
Nel 1987, la SAD lancia il Servizio Integrato di Trasporto Pubblico (SII), che introduce un Sistema Tariffario Integrato e una gestione centralizzata delle informazioni per il pubblico. Viene anche avviata la sperimentazione di obliteratori per biglietti magnetici a Merano. Dal 1997, tutti gli autobus SAD sono dotati di computer di bordo, che trasmettono quotidianamente i dati per la gestione del sistema tariffario e il controllo della regolarità del servizio.

### 1999 - Inizio dell’attività ferroviaria
Verso la fine del secolo, si intensifica il dibattito sulla riattivazione della linea ferroviaria Merano-Malles, abbandonata dal 1990. Nel 1999, la SAD avvia le procedure per ottenere la Licenza di Impresa Ferroviaria, che le consente di operare nel settore ferroviario. L’iter burocratico si conclude con il rilascio della licenza il 28 dicembre 2001, autorizzando la SAD a operare nel trasporto ferroviario di persone a livello nazionale e internazionale.

### 2000-2002 - Investimenti nella Ferrovia Merano-Malles
Nel 2000, la Provincia di Bolzano, tramite la STA - Strutture Trasporto Alto Adige, decide di ricostruire la linea ferroviaria Merano-Malles. Nel 2002, la STA acquista 12 convogli diesel-elettrici GTW 2/6 dalla svizzera Stadler AG.
Verso la fine del 2003, nonostante non esistesse ancora un incarico formale per la gestione dell'esercizio ferroviario, la SAD inizia a formare il personale di condotta dei treni e a organizzare la gestione operativa. Nel secondo semestre del 2004, partono le prime corse di istruzione sulla linea, non ancora completata, per permettere al personale di acquisire le necessarie abilitazioni.

### 2005 - Inizio dell’Esercizio Ferroviario
Il 5 maggio 2005, inizia l’esercizio regolare della Ferrovia Venosta, con SAD come impresa ferroviaria e la STA come gestore dell'infrastruttura tramite la sua controllata Infrastrutture Ferroviarie (SBA) che verrà incorporata nel 2013. La riapertura della linea è stato un evento di grande importanza per la storia del trasporto ferroviario nazionale ed europeo, mostrandosi come esempio di valorizzazione di una linea precedentemente chiusa. La stazione di Merano, capolinea della ferrovia, è parte della rete ferroviaria nazionale gestita da RFI, permettendo lo scambio tra le reti.
La SAD ottiene il Certificato di Sicurezza dall'Agenzia Nazionale della Sicurezza Ferroviaria (ANSF) il 7 marzo 2006, per l’intera rete ferroviaria della Provincia di Bolzano. Successivi rinnovi hanno esteso la validità di questo certificato, coprendo anche le tratte verso Bologna, Venezia, Milano e Chiasso.
Nel corso degli anni, la SAD si è trasformata da una semplice società di trasporto automobilistico in un operatore multimodale e integrato, ampliando le proprie attività e investendo in innovazione tecnologica e infrastrutturale.

## Servizio

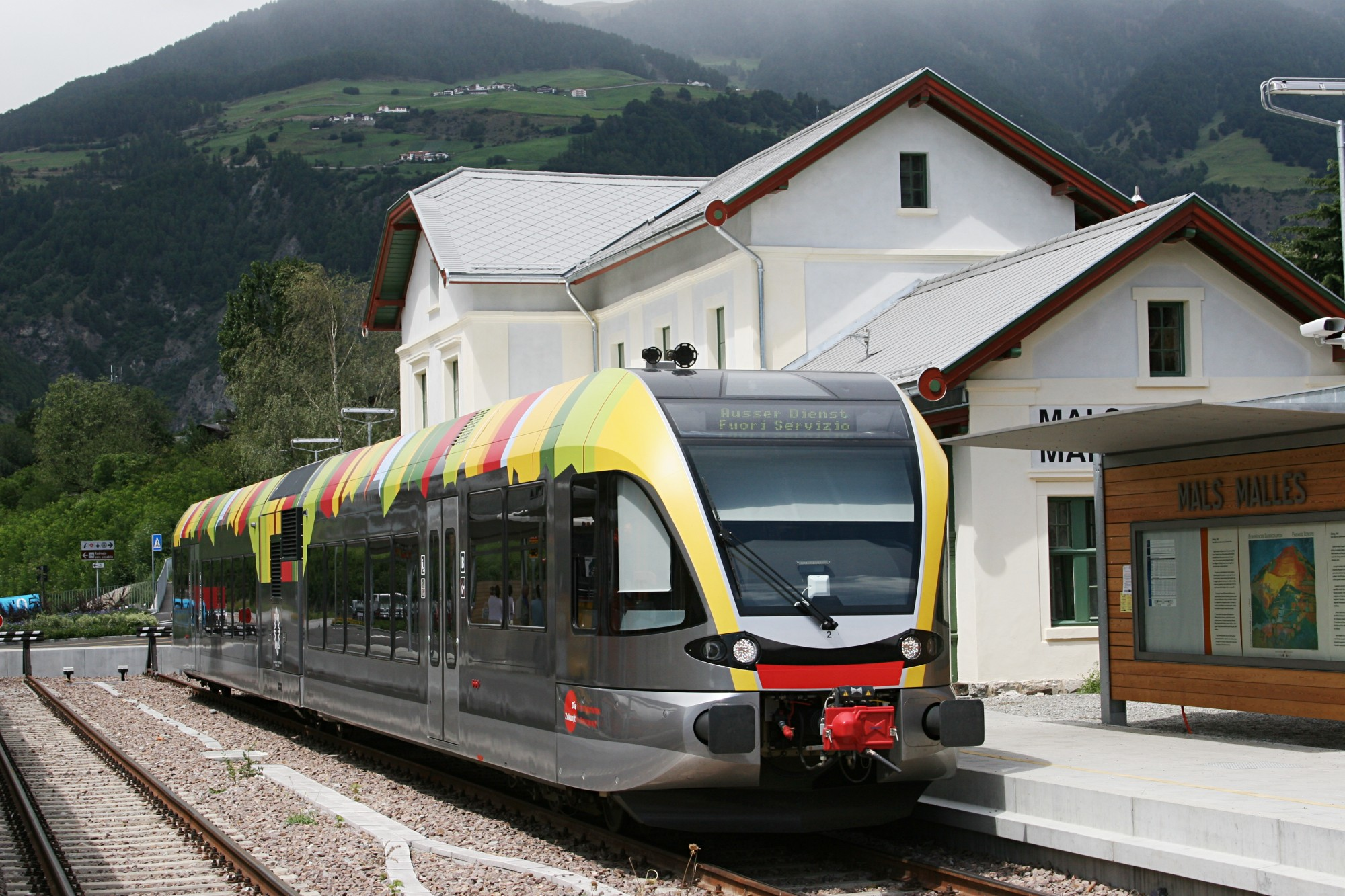
Un convoglio ATR 100 che opera sulla ferrovia della Val Venosta

La SAD opera i seguenti servizi di trasporto pubblico:
- autoservizi suburbani in quasi tutta la provincia di Bolzano;
- autoservizi urbani nelle città di Appiano, Caldaro, Silandro, Malles e Egna;
- Ferrovia della Val Venosta (Merano-Malles);
- Ferrovia Bolzano-Merano (insieme con Trenitalia);
- Ferrovia del Brennero Da Brennero a Bolzano e viceversa (insieme con Trenitalia);
- Ferrovia della Val Pusteria (insieme con Trenitalia);
- Funivia del Renon (Bolzano-Soprabolzano-Collalbo/Maria Assunta) dal 2021 passata a STA[3];
- Funicolare della Mendola (Caldaro-Passo Mendola) dal 2021 passata a STA[4];
- Funivia di San Genesio (Bolzano-San Genesio) chiusa dal 22 novembre 2020[5].

## Materiale rotabile

### 11 Stadler GTW 2/6 ATR100
ATR100.001
ATR100.002
ATR100.003
ATR100.004
ATR100.005
ATR100.006
ATR100.007 (Accantonato in stazione a Merano dopo l'incidente a Laces nel 2010.
ATR100.008
ATR100.009
ATR100.010
ATR100.011
ATR100.012

### Stadler Flirt ETR170 (trasformati da ETR155)
ETR170.001
ETR170.002
ETR170.003
ETR170.004
ETR170.005
ETR170.006
ETR170.007
ETR170.008
ETR170.104